# Rawa (fiume)
Il Rawa è un fiume che attraversa la Polonia, ha una lunghezza di quasi 20 chilometri.